# Révolution des signes

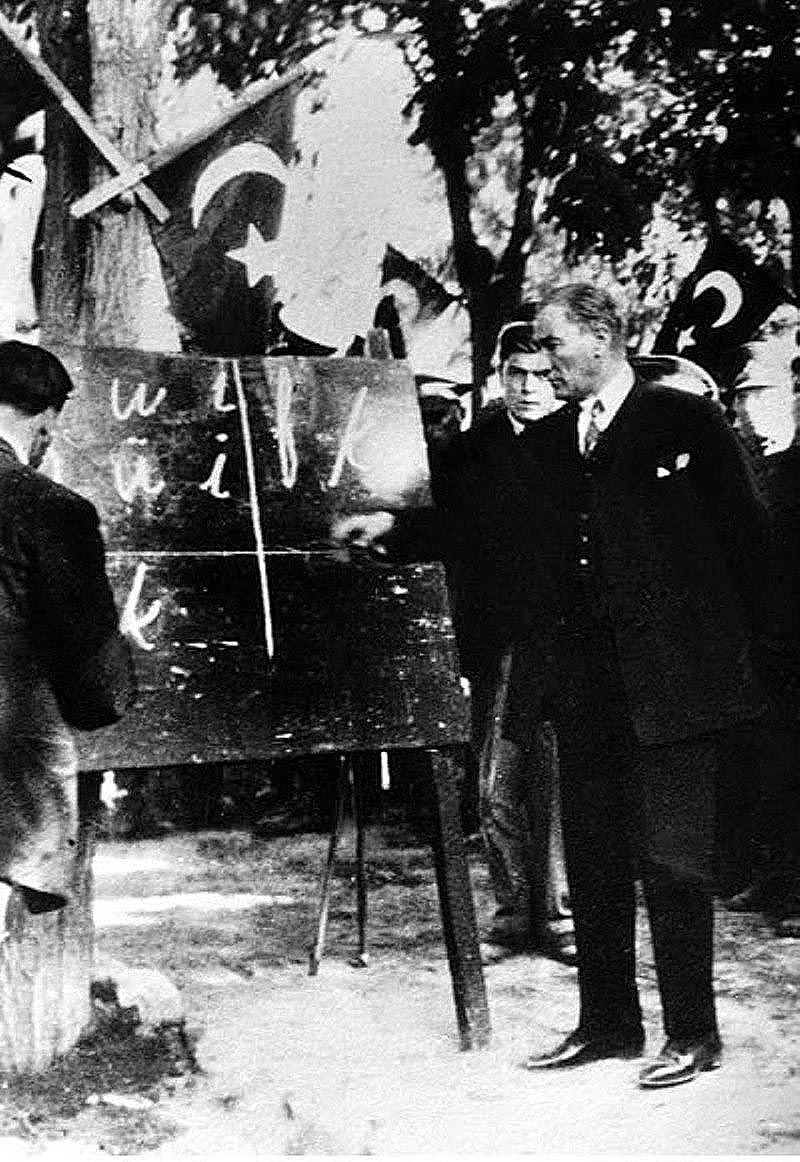
Mustafa Kemal apprend aux Turcs le nouvel alphabet latin.

La révolution des signes (Harf Devrimi en turc) est une réforme mise en œuvre le 1er novembre 1928 par Mustafa Kemal Atatürk pour remplacer l'alphabet arabe, en usage sous l'Empire ottoman pour transcrire le turc, par un alphabet spécifique dérivé de l'alphabet latin. L'usage de l'alphabet arabe sera finalement interdit le 3 novembre suivant.

## Raisons

### Argument principal
La raison principale de ce changement est que l'alphabet arabe, qui était auparavant utilisé en Turquie pour des raisons religieuses (l'arabe étant la langue de l'islam), n'était pas très bien adapté au turc : en effet, le turc comporte beaucoup de voyelles, alors que l'arabe écrit surtout les consonnes.

### Raisons détaillées
L'idée d'un changement d'alphabet pour les langues turciques apparait à la fin du XIXe siècle chez le penseur persan Mirza Malkom Khan et l'écrivain azéri Mirza Fatali Akhundov. En Turquie, la réforme s'inscrit dans le processus de construction d'un Etat-nation turc après la chute de l'Empire ottoman. Le mouvement nationaliste turc cherche à bâtir un Etat tourné vers l'Occident. Dans ce contexte, le fait d'expurger la langue du vocabulaire arabe et persan est présenté comme une purification de la langue turque. Les Jeunes-Turcs y virent un moyen de préserver l'unité de l'Empire et de souder une population composite. Le théoricien du nationalisme, Ziya Gökalp, reprit l'idée d'une réforme linguistique et inspira à Mustafa Kemal Atatürk sa révolution des signes.
Pour Atatürk, cette réforme était destinée à purifier la langue turque. Dans un discours tenu au parlement, il explique :
« Il faut donner au peuple turc une clef pour la lecture et l'écriture et s'écarter de la voie aride qui rendait jusqu'ici ses efforts stériles. Cette clef n'est autre que l'alphabet turc dérivé du latin. Il a suffi d'un simple essai pour faire luire comme le soleil cette vérité que les caractères turcs d'origine latine s'adaptent aisément à notre langue et que, grâce à eux, à la ville comme à la campagne, les enfants de ce pays peuvent facilement arriver à lire et à écrire. Nous devons tous nous empresser d'enseigner l'alphabet à tous les illettrés, hommes ou femmes, qu'il nous sera donné de rencontrer dans notre vie publique ou privée. Nous sommes dans l'émotion d'un succès qui ne souffre de comparaison avec les joies procurées par aucune autre victoire. La satisfaction morale éprouvée à faire le simple métier d'instituteur pour sauver nos compatriotes de l'ignorance a envahi tout notre être. »
L'historien français Jacques Benoist-Méchin explique en 1954 :
« L'écriture et l'alphabet dont se servaient les Turcs étaient eux aussi, empruntés à la civilisation arabe. Or, l'écriture arabe, créée pour noter les sons d'une langue où les voyelles n'existent qu'en fonction du sens du mot, ne convenait nullement au turc où les voyelles sont, comme dans les langues européennes, des éléments intrinsèques du mot possédant une existence propre au même titre que les consonnes. Écrire le turc à l'aide de la représentation graphique arabe était aussi absurde que d'écrire le français ou l'anglais avec des caractères hébraïques. »
En effet, le turc est une langue altaïque, nécessitant huit voyelles écrites, contrairement aux langues sémitiques comme l'arabe (trois voyelles) ou l'hébreu (qui comprend 7 voyelles), qui usent seulement des voyelles pour distinguer des mots homographes. L'harmonie vocalique est caractéristique de telles langues et la notation des voyelles est précieuse pour la compréhension ou la prononciation. Historiquement, les alphabets grec et latin dérivent d'un alphabet conçu pour une langue sémitique, le phénicien. Mais le latin ne comporte que 4 voyelles (A, E, I et O) et deux semi-consonnes (I et V) et il est donc possible pour n'importe quelle graphie de construire autant de variantes consonantiques ou vocaliques. Le persan, langue indo-européenne, a conservé la graphie arabe et note 5 voyelles sans aucune difficulté tandis que son parent, le kurde Sorani s'écrit avec un alphabet arabe modifié pour noter presque toutes les voyelles. Quant au ouigour, langue cousine du turc comprenant aussi un grand nombre de voyelles et des exigences d'harmonie vocaliques, il continue à être officiellement écrit et enseigné à l'école chinoise en caractères dérivés du système graphique arabo-persan. Or, le système d'écriture arabe, même adapté aux autres langues, pose un problème pour la transcription de celles ayant une grande variété de phonèmes vocaliques. L'alphabet latin se trouve être couramment adapté pour répondre à ce problème et facilite ainsi grandement l'apprentissage de la lecture du turc.
Seulement 10 % de la population turque était alphabète. Le savoir était le plus souvent dans la main du clergé et d'une petite élite intellectuelle. Atatürk décida donc de supprimer totalement l'alphabet arabe en Turquie pour le remplacer par l'alphabet latin, mieux adapté à la langue turque.[réf. souhaitée]
« D'un seul coup, il modifierait le système de communications écrites entre chacun de ses sujets et bouleverserait la littérature nationale ; il révolutionnerait toutes les formes de la pensée, d'un bout à l'autre de la Turquie. Plus encore : il amènerait le peuple à changer de philosophie scientifique, de méthode intellectuelle et finalement de destinée. Aucun des grands révolutionnaires du passé — que ce fût Cromwell, Robespierre ou Lénine — n'avait osé aller aussi loin. »

## Mise en place

Signature d'Atatürk, utilisant la graphie romanisée.

En 1928, Mustafa Kemal mit tout son poids dans la balance et créa une « commission linguistique » constituée de linguistes, dont le mandat fut d'élaborer un alphabet latin, adapté aux exigences turques et de « purifier » le vocabulaire de langue. Elle lui conseilla d'appliquer la réforme sur plusieurs années, mais il refusa et voulut que celle-ci soit accomplie en quelques semaines. Avant d'affronter le public, il passa lui-même plusieurs jours à apprendre le nouvel alphabet.
En juillet 1928, il demanda à la commission de tenir une session extraordinaire à Istanbul.
Le 1er novembre, la Grande Assemblée nationale de Turquie adoptait la loi sur le nouvel alphabet basé sur l'alphabet latin, qui fut élaboré par des linguistes autrichiens en conformité avec les règles de la phonétique allemande. Quelques lettres spécifiques furent ajoutées :  ç (« tch »), ğ (allongement de la voyelle précédente), ö (« eu » comme dans « peu »), ş (« ch »), ı (i sans point) et ü (« u » comme dans « flûte »). L'alphabet turc se composait désormais de 29 lettres : 21 consonnes et 8 voyelles. Les lettres w, x et q n'existent pas en turc.
Mustafa Kemal créa en 1932 la Türk Dil Kurumu (« Institut de la langue turque ») dans le cadre de la réalisation de la révolution linguistique (Dil Devrimi en turc). 
Il expliqua ensuite, en détail, à son public pourquoi il fallait à tout prix changer d'alphabet et le faire vite. Il illustrait sa démonstration à l'aide d'un petit tableau noir, et il n'était pas rare de le voir demander à des analphabètes d'écrire leur nom en turc. Devant le succès de sa conférence, il décide de parcourir lui-même le pays pour expliquer aux citoyens turcs les raisons de cette réforme.
« Les paysans furent séduits d'emblée par la réforme de l'écriture. Comme tous les peuples arriérés, les Turcs avaient un désir ardent d'apprendre et de s'instruire. Savoir lire et écrire leur semblait un privilège merveilleux…. Pour eux, vaincre l'ignorance, c'était vaincre la misère. »
Selon la propagande kémaliste[réf. nécessaire], « le pays entier se remit à l'école ».
« Villageois, cultivateurs, bergers, commerçants, notaires, journalistes, hommes politiques, sans distinction d'âge ni de rang social, tous se retrouvèrent au coude à coude sur les bancs des salles de classe. C'était un spectacle étonnant de voir ainsi tout un peuple repartir à zéro. »
Mustafa Kemal organisait des distributions de prix pour récompenser les Turcs les plus méritants. Il prédit un avenir brillant à toute personne sachant manier l'alphabet latin.
L'alphabet arabe fut finalement interdit le 3 novembre 1928. De plus, il annonça que tout condamné sachant lire et écrire couramment l'alphabet latin avant cette date serait amnistié quel que soit le crime qu'il ait pu commettre.
Dans une entrevue donnée à un journaliste américain, il s'expliqua :
« Beaucoup de crimes commis dans le passé ont été dus à l'ignorance. L'État promulgue des lois qui doivent être respectées par tous. Mais il ne remplit pas pleinement sa tâche, s'il ne fournit pas en même temps, à chaque citoyen, une instruction suffisante pour lui permettre de les lire. »

## Conséquences
- La simplification de l'écriture par l'adoption de l'alphabet latin (augmenté des lettres : ç, ğ, ı, ö, ş et ü) permit ainsi une lutte très efficace contre l'analphabétisme, qui se réduisit considérablement en Turquie (« L'histoire compte peu d'exemples de ce genre où un gouvernement a entrepris des changements linguistiques d'une aussi grande envergure dans un délai aussi court et, il faut le reconnaître, avec autant de succès. »[2]).
- Le déchiffrage des documents de l'époque ottomane, antérieurs à cette réforme, est du seul ressort de l'élite intellectuelle (chercheurs, universitaires, religieux, etc.). La population est maintenant incapable de déchiffrer les montagnes d'archives de l'Empire ottoman, plus particulièrement les « sicil » et le « defter » (registres divers)[7].